# 715
715 (DCCXV) je bilo navadno leto, ki se je po julijanskem koledarju začelo na torek.

## Rojstva
- Anan Ben David, hebrejski rabin

- Pipin Mali, francoski majordom

## Smrti
- 23. februar - Al-Valid I., šesti kalif Omajadskega kalifata (* okoli 674)

Neznan datum
- Dagobert III., kralj Frankov (* 690)